# Farhad Mann
Farhad Mann (persa: فرهاد من) és un director, guionista de cinema, televisió i anuncis publicitaris, i propietari de la productora. FMPI.
Mann ha dirigit episodis per a sèries de televisió com ara Beauty & the Beast, The Listener, Murdoch Mysteries, i Aaron Stone, així com moltes pel·lícules de televisió. Els llargmetratges notables que ha dirigit inclouen El tallador de gespa 2: Més enllà del ciberespai (que també va escriure) per a New Line Cinema, i Fighting for Freedom. L'episodi pilot de Max Headroom ("Blipverts") que va dirigir per a ABC va guanyar diversos Emmys. El següent pilot que va dirigir, Nick Knight, va ser desenvolupat per CBS en la llarga durada Forever Knight.
Mann va dirigir l'adaptació de la pel·lícula de televisió de la novel·la de Dean Koontz, The Face of Fear. Darrerament ha dirigit les pel·lícules de televisió A Mother's Crime, The Past Never Dies i A Killer In My Home.
Mann també és el creador i propietari de la productora comercial amb seu a Los Angeles FMPI, productora de campanyes per a clients nacionals i internacionals.

## Primes anys i educació
Mann va obtenir el seu màster en cinema amb distinció a l'ArtCenter College of Design de Pasadena. La seva pel·lícula d'estudiant "Frames", una comèdia negra curta sobre un cineasta obsessionat i la seva xicota, va guanyar un Emmy ai 17 premis internacionals First Place, inclòs al Festival de Cinema de Nova York. El director Lee Strasberg va veure Frames a Showtime i va convidar Mann a estudiar en el seu programa de màster on va dirigir diverses produccions teatrals.

## Vida personal
Mann viu a Los Angeles, Califòrnia. Li agrada tots els aspectes de les arts, com ara el cinema, el teatre, la música i les arts visuals.

## Empresa
FMPI és una empresa que produeix anuncis, televisió, llargmetratges i mitjans integrats.

## Filmografia
| Pel·lícula | Pel·lícula                                       | Pel·lícula           | Pel·lícula                                                         |
| Any        | Títol                                            | Paper                | Notes                                                              |
| ---------- | ------------------------------------------------ | -------------------- | ------------------------------------------------------------------ |
| 1995       | Return to Two Moon Junction                      | Director             |                                                                    |
| 1996       | El tallador de gespa 2: Més enllà del ciberespai | Director, guionista  |                                                                    |
| 2013       | Fighting for Freedom                             | Director, productorr |                                                                    |
| Televisió  |                                                  |                      |                                                                    |
| Any        | Títol                                            | Paper                | Notes                                                              |
| 1987       | Max Headroom                                     | Director             | Episodi: "Blipverts"                                               |
| 1988       | Knightwatch                                      | Director             | Episodi: "Knights of the City"                                     |
| 1989       | Nick Knight                                      | Director             | Telefilm                                                           |
| 1990       | The Face of Fear                                 | Director             | Telefilm                                                           |
| 1997       | Stranger in My Home                              | Director             | Telefilm                                                           |
| 1998-1999  | V.I.P.                                           | Director             | 4 episodis                                                         |
| 2000       | Diagnosis Murder                                 | Director             | Episodi: "A Resting Place"                                         |
| 2003       | Evil Never Dies                                  | Teleplay             | Telefilm                                                           |
| 2004       | 1-800-Missing                                    | Director             | Episodi: "Cop Out"                                                 |
| 2004       | Wild Card                                        | Director             | Episodi: "Tick Tock, Writer's Block"                               |
| 2005       | Young Blades                                     | Director             | Episodis: "The Invincible Sword", "To Heir Is Human"               |
| 2005       | Wild Card                                        | Director             | Episodis: "Russian Missus Gets No Kisses", "Zoe's Phony Matrimony" |
| 2005       | Strong Medicine                                  | Director             | Episodi: "Broken Hearts"                                           |
| 2005       | His and Her Christmas                            | Director             | Telefilm                                                           |
| 2006       | In Her Mother's Footsteps                        | Director             | Telefilm                                                           |
| 2007       | sèrie de televisió                               | Director             | 3 episodis                                                         |
| 2007       | Devil's Diary                                    | Director             | Telefilm                                                           |
| 2008       | Murdoch Mysteries                                | Director             | Episodis: "Power", "Belly Speaker"                                 |
| 2008       | ReGenesis                                        | Director             | Episodi: "What It Feels Like"                                      |
| 2008       | The Lost Treasure of the Grand Canyon            | Director             | Telefilm                                                           |
| 2009       | Murdoch Mysteries                                | Director             | Episodis: "Snakes and Ladders", "Houdini Whodunit"                 |
| 2010       | Aaron Stone                                      | Director             | Episodis: "Damage Control", "In the Game of the Father"            |
| 2011       | The Listener                                     | Director             | Episodi: "Jericho"                                                 |
| 2012       | The Listener                                     | Director             | Episodis: "The Bank Job", "Curtain Call"                           |
| 2013       | The Listener                                     | Director             | Episodis: "Cold Storage", "Witness for the Prosecution"            |
| 2013       | The Toyman Killer                                | Director             | Telefilm                                                           |
| 2013       | Don't Panic It's Organic                         | Director             | Short film                                                         |
| 2014       | Til Death Do Us Part                             | Director             | Telefilm                                                           |
| 2015       | Fatal Memories                                   | Director             | Telefilm                                                           |
| 2016       | The Game of Love                                 | Director             | Telefilm                                                           |
| 2016       | Hopeless, Romantic                               | Director             | Telefilm                                                           |
| 2016       | Twist of Fate                                    | Director             | Telefilm                                                           |
| 2016       | Beauty & the Beast                               | Director             | Episodi: "Love Is a Battlefield"                                   |
| 2017       | Can't Buy My Love                                | Director             | Telefilm                                                           |
| 2017       | Daughter for Sale                                | Director             | Telefilm                                                           |
| 2017       | A Mother's Crime                                 | Director             | Telefilm                                                           |
| 2018       | In Contempt                                      | Director             | 4 episodis                                                         |
| 2019       | Murdoch Mysteries                                | Director             | Episodi: "Manual for Murder"                                       |
| 2019       | The Past Never Dies                              | Director             | Telefilm                                                           |
| 2020       | A Killer In My Home                              | Director             | Telefilm                                                           |

## Comercials
Mann ha dirigit diversos anuncis publicitaris de tendència per a diverses campanyes nacionals. Aquests inclouen Pepsi, Budweiser, Coors, McDonald's, Coca-Cola, Toyota, American Express, Chevrolet, i també per a diverses agències com Saatchi & Saatchi, Ogilvy & Mather, Gray Worldwide, DDB Worldwide, McCann-Erickson, J. Walter Thompson, Leo Burnett, Young i Rubicam.
Aquests anuncis han guanyat molts premis, com ara Clios, Festival internacional de cinema i televisió de Nova York, Festival de cinema internacional de Houston, premi IFPA CINDY, Club de directors d'art de Nova York i U.S. Festival d'anuncis de televisió de Chicago.